# Stare Zoo w Poznaniu
Stare Zoo w Poznaniu (dawniej: Zwierzyniec) – ogród zoologiczny założony w 1871 w Poznaniu, na Jeżycach, druga tego typu placówka w Polsce po Wrocławiu oraz jeden z najstarszych ogrodów na świecie. Zajmuje obszar 5,24 ha.
Wraz z Nowym Zoo tworzy integralną całość pod nazwą Ogród Zoologiczny w Poznaniu, zarządzanym przez jedną dyrekcję – od połowy lipca 2024 dyrektorem ogrodu jest Piotr Przyłucki.
Jako jedyny działa bez przerwy i zmian przeznaczenia od dnia założenia, wobec czego może być uznany za najstarszy działający bez przerwy polski ogród zoologiczny.

## Zabytkowe budowle poznańskiego Starego Zoo
Ogród jako przykład zabudowy wiwaryjnej został wpisany do rejestru zabytków.
- Grota – kompleks udostępniono zwiedzającym 14 kwietnia 1906[1]. Niegdyś wewnątrz groty mieściło się obszerne akwarium, a na niej alpinarium, przy grocie przez jakiś czas trzymano także niedźwiedzie[2]. Do groty od południa przylega woliera ze skałami[1]. Dawniej całą górę, zajmowało jedno obszerne pomieszczenie dla stada owiec grzywiastych[1].
- Stara lwiarnia – datowana na początek XX wieku[7], eksponowane były tu duże kotowate; obecnie w budynku znajduje się Muzeum Historii Zoo i Lwa w Poznaniu[8].
- Pawilon małp – budynek powstał w 1927, funkcję pierwotną zachował do dziś[2].
- Stara ptaszarnia – wybudowana w 1888 z pozostałości muru pruskiego[9][10]; od 2017 w budynku prezentowana jest ekspozycja tamaryn złotorękich i tamaryn białoczubych[11][12][13].
- Stara słoniarnia – zaadaptowana z szachulcowego budynku dawnej parowozowni[10]; pierwotnie zdobiona kopułą z półksiężycem[1].
- Woliera dla ptaków brodzących – budowla z okresu międzywojennego, wzniesiona w 1924[1]. Kopułę o długości 22 m, szerokości 20 m i wysokości 14 m wykonano w warsztacie ślusarsko-konstrukcyjnym mistrza Noaka na Górnej Wildzie[7].
- Wybieg i schronienia dla strusi – pawilon zbudowano na początku XX wieku; uległ częściowemu zniszczeniu podczas II wojny światowej[1]. Po przebudowie połączony bezpośrednio z lwiarnią[1].

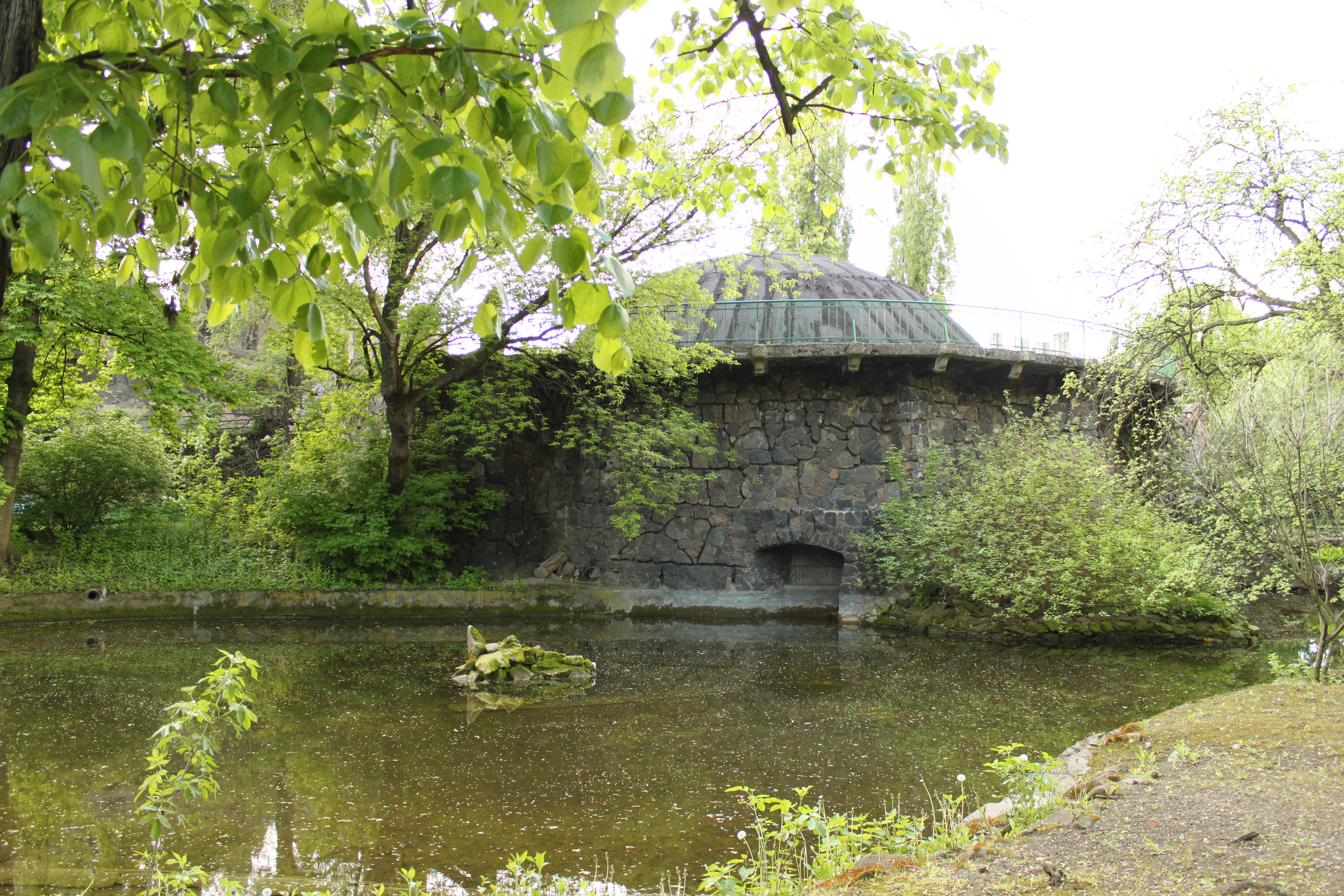
Grota od strony stawu (2011)
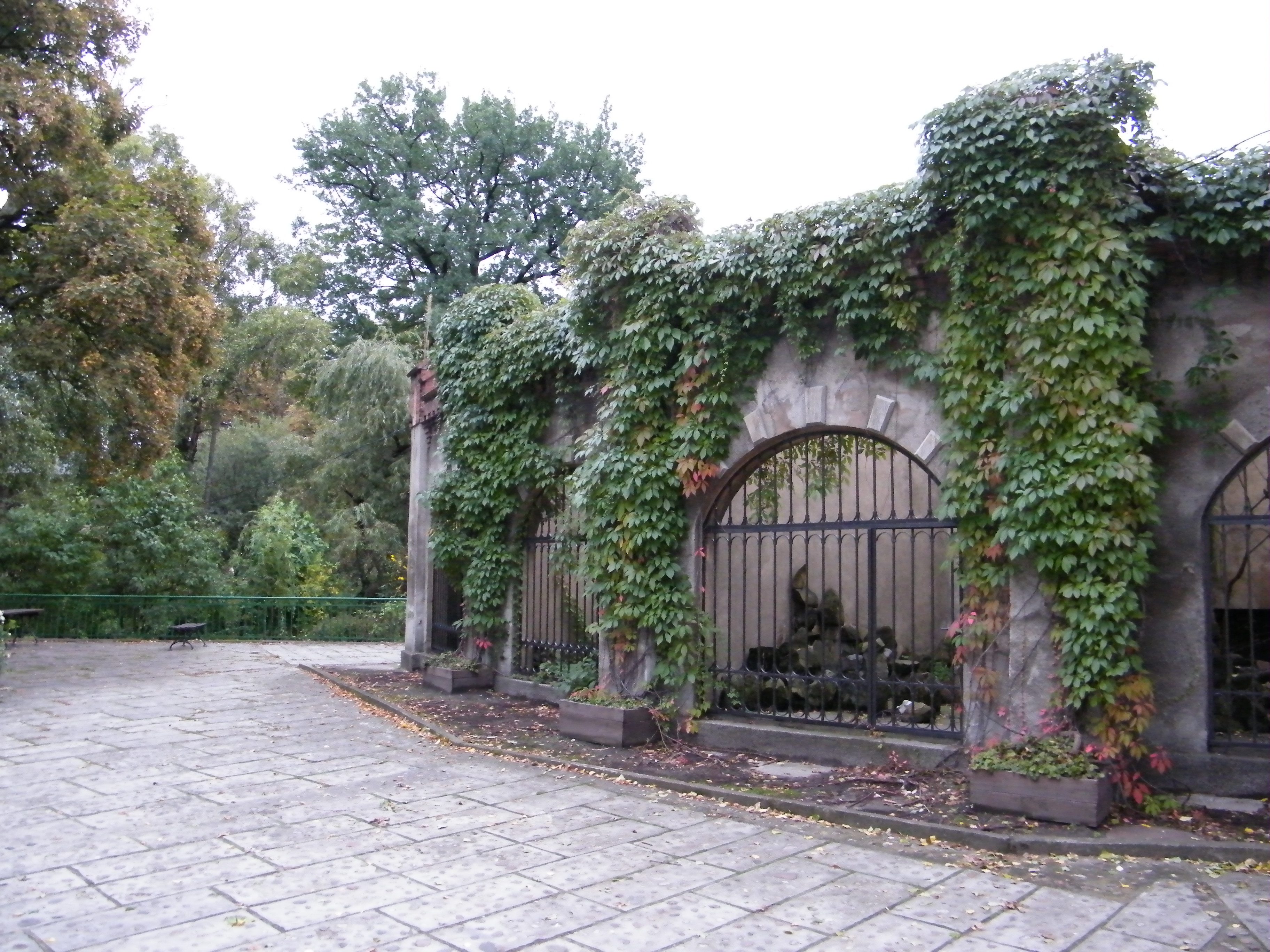
Klatki dla niedźwiedzi zbudowane w menażeryjnym charakterze (2013)
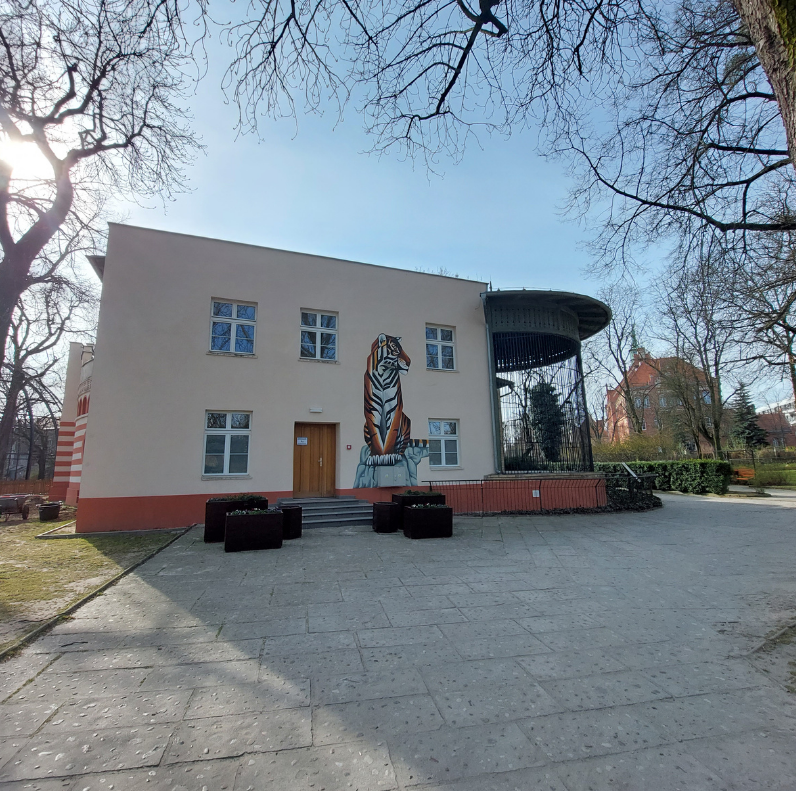
Stara lwiarnia, obecnie Muzeum Historii Zoo i Lwa w Poznaniu (2022)
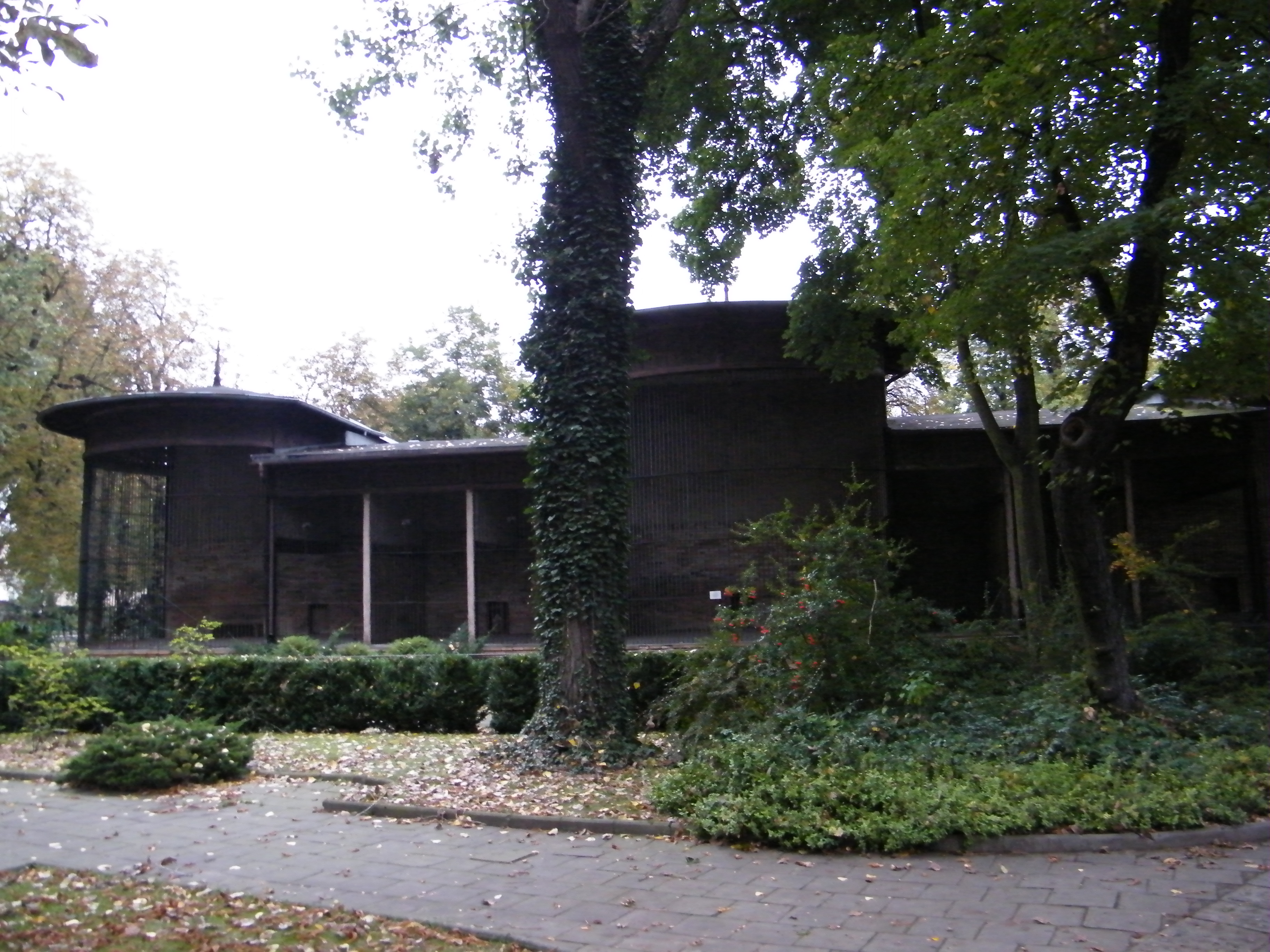
Stara lwiarnia, zdjęcie przed modernizacją (2013)
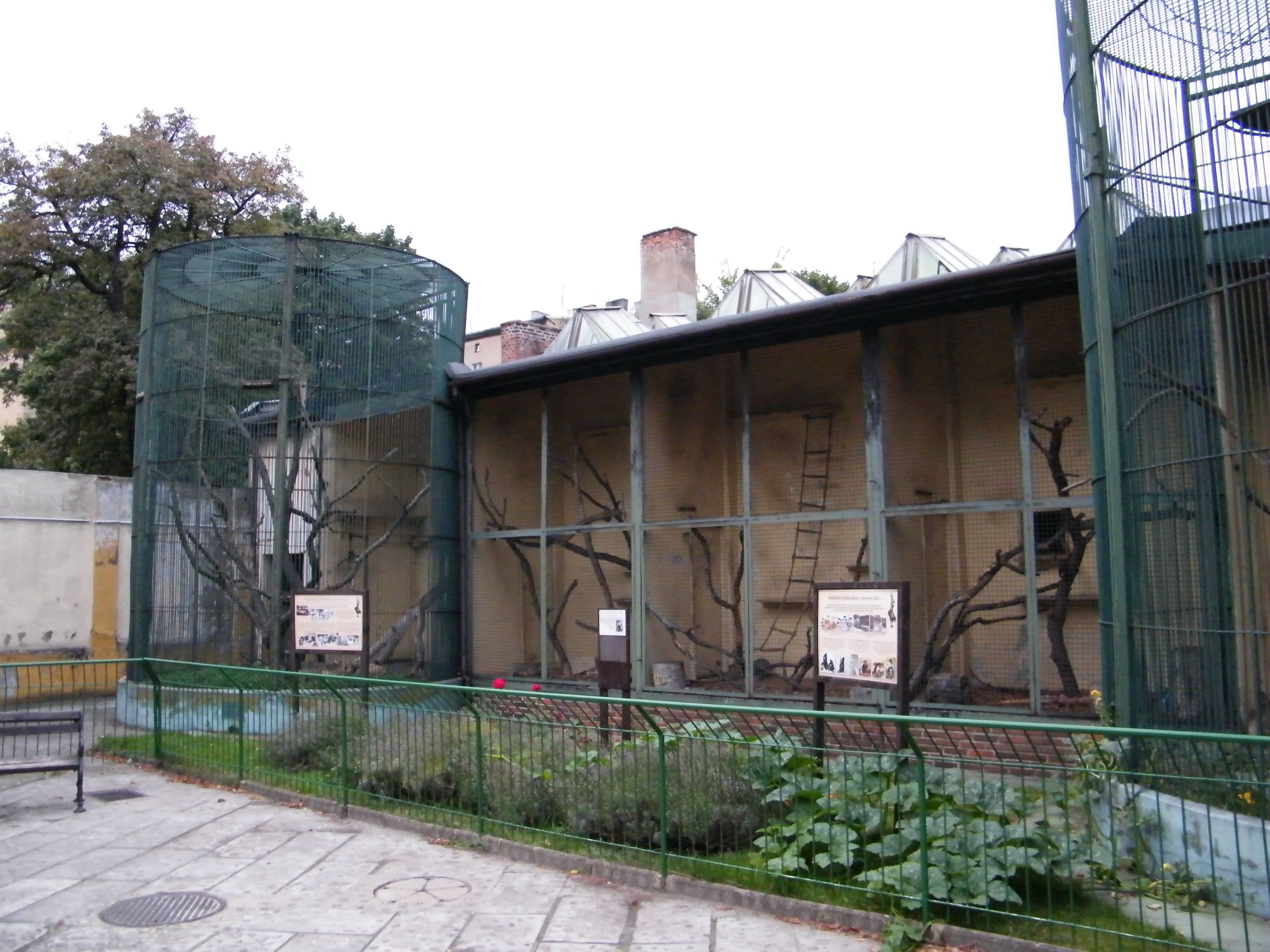
Pawilon małp (2013)
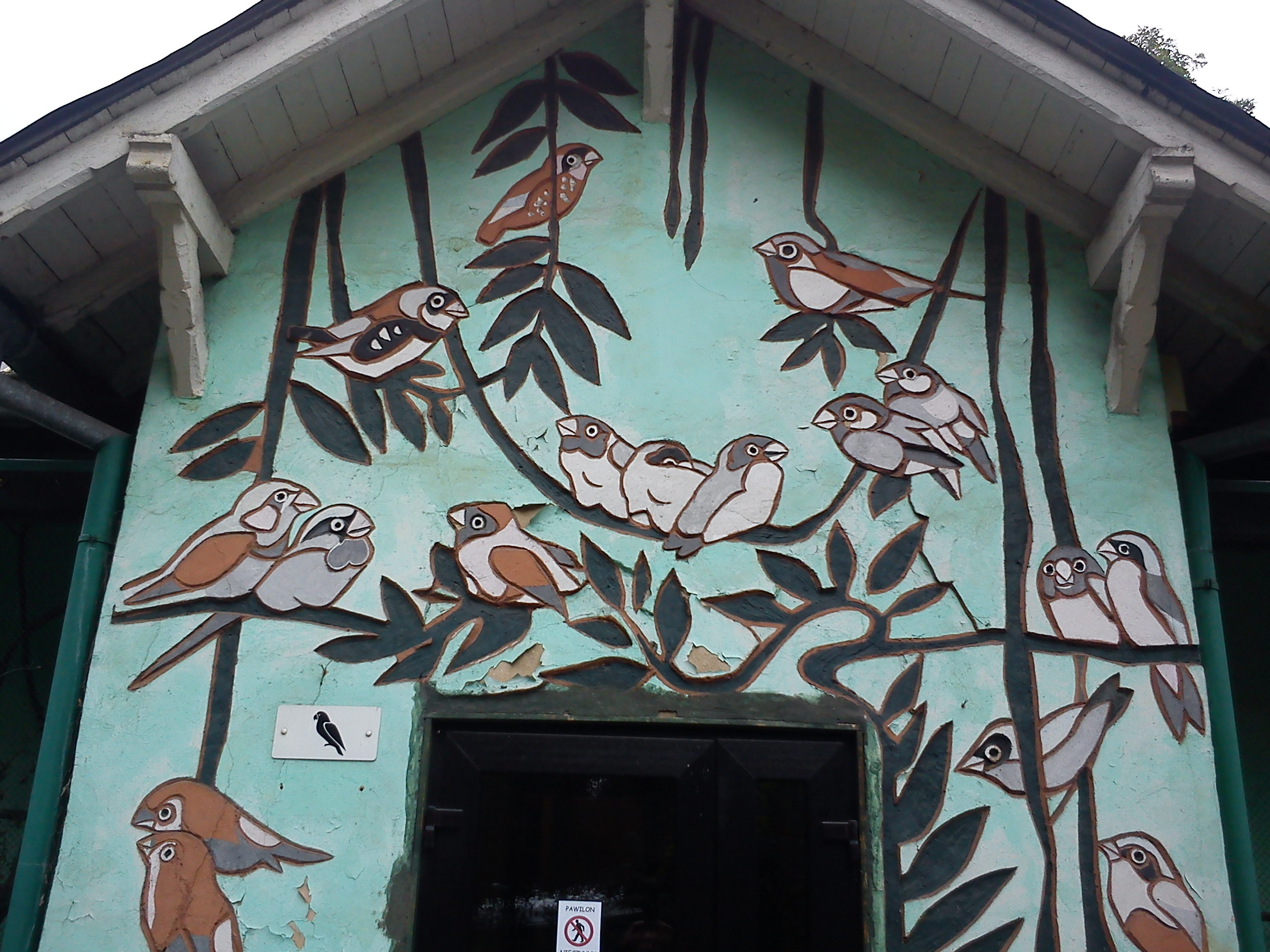
Sgraffito na budynku ptaszarni, zdjęcie przed modernizacją (2012)
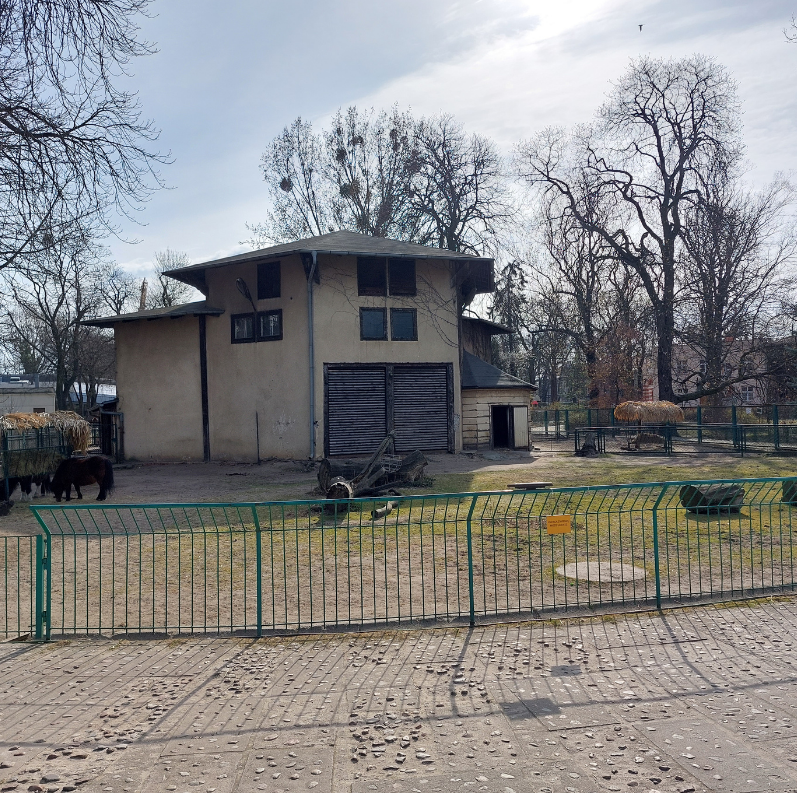
Stara słoniarnia zaadaptowana z szachulcowego budynku dawnej parowozowni (2022)
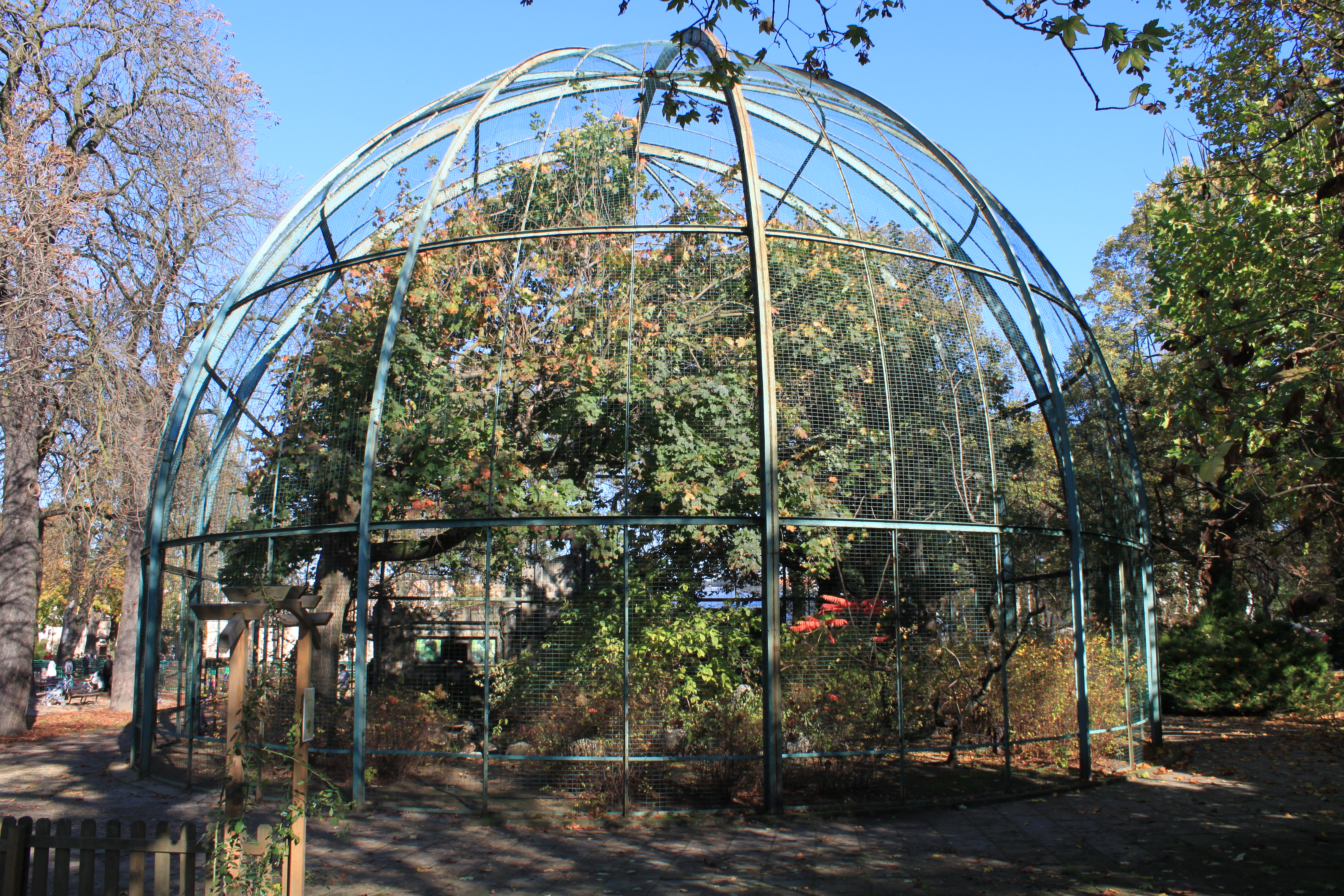
Okazała woliera dla ptaków brodzących, zbudowana staraniem dyr. Kazimierza Szczerkowskiego (2014)

## Historia

### Początki ogrodu

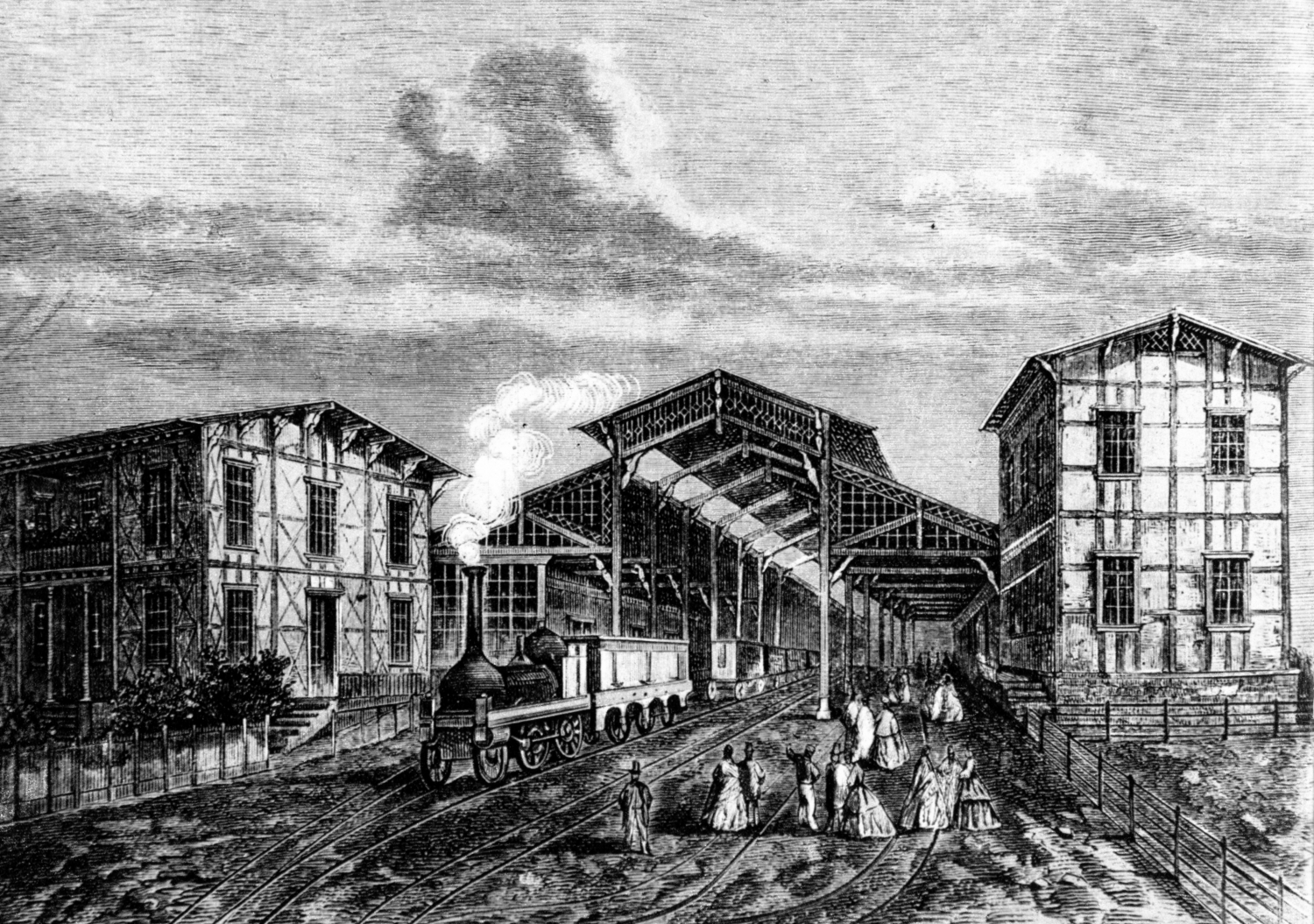
Dworzec Kolei Stargardzko-Poznańskiej w 1863. W jednym z jego budynków, mieściła się dyrekcja i biura Ogrodu Zoologicznego w Poznaniu

Początki ogrodu sięgają lat 70. XIX wieku. Po wybudowaniu dworca Kolei Stargardzko-Poznańskiej, w ogrodzie restauracji dworcowej zbierało się grono jej stałych bywalców, by pograć w kręgle. W 1871 grupa postanowiła uczcić pięćdziesiąte urodziny prezesa kółka kręglarskiego w niecodzienny sposób – umówili się, że każdy z nich ofiaruje solenizantowi jakieś zwierzę. Powstał wówczas na podwórzu przydworcowej restauracji niewielki zwierzyniec, w którym udało się zebrać: kozę, owcę, minaturową świnię, kota, królika, wiewiórkę, gęś, kaczkę, kurę, pawia, a także zakupioną od wędrownych Romów małpę oraz tresowanego niedźwiedzia.
Menażeria cieszyła się dużym zainteresowaniem oraz szybko się powiększała, gdyż mieszkańcy Poznania wzbogacali ją nowymi darami. Koszt utrzymania i wykarmienia zwierząt pokrywano z wprowadzonych opłat za wstęp oraz dobrowolnych datków. W 1873 utrzymanie menażerii pochłaniało coraz większe pieniądze, wobec czego w 1874 zawiązało się Towarzystwo Akcyjne Ogród Zoologiczny (wydano 500 akcji, po 15 marek, które nie znalazły jednak nabywców). W 1875 utworzono Stowarzyszenie Ogród Zoologiczny, którego zarząd, składał się odtąd stale z 15 członków, wśród których byli m.in.: lekarz Franciszek Chłapowski, budowniczy Ludwik Frankiewicz i nauczyciel Stanisław Zieliński. Pod koniec 1878 zoo otrzymało od władz miejskich pięcoletnią subwencję w wysokości 300 marek rocznie.

### Robert Jaeckel (1883–1907)

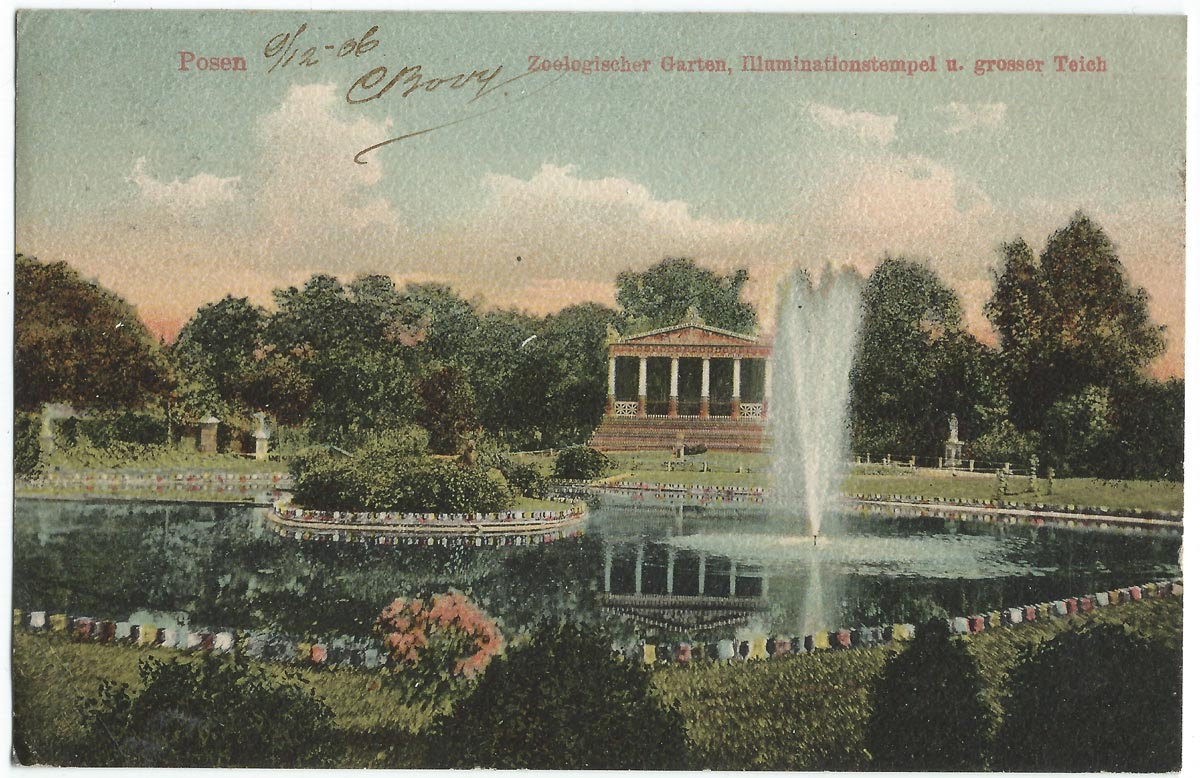
Dekoracyjny staw w rozrywkowej części Starego Zoo, na pocztówce z 1906

W 1883 wszystkie kompetencje zarządu Stowarzyszenia przejął Robert Jaeckel (1851–1907), właściwy organizator ogrodu, które za jego czasów przechodziło okres rozkwitu. Za jego kadencji wybudowano grotę oraz zwieńczoną kopułą z półksiężycem słoniarnię. Dbano przede wszystkim o bogatą i starannie pielęgnowaną oprawę zieleni, czemu sprzyjała duża liczba starych drzew. Jaeckel celem zwiększenia popularności ogrodu, zabiegał o organizowanie na jego terenie rozmaitych imprez i koncertów. W 1895 sprowadzono do zoo słonia indyjskiego.
13 maja 1907 zmarł przedwcześnie Robert Jaeckel (pomnik upamiętniający zasługi pierwszego dyrektora Ogrodu Zoologicznego w Poznaniu, dłuta wybitnego rzeźbiarza berlińskiego Augusta Gaula, odsłonięto w 1910).

### Lata 1907–1919
W połowie 1907 ogród posiadał około 900 zwierząt z przeszło 400 gatunków; Stowarzyszenie Ogród Zoologiczny skupiało około 1600 członków, a roczna liczba odwiedzających wynosiła co najmniej 250 tys. osób. Poznański Ogród Zoologiczny należał wówczas do najbardziej prężnych w Europie Środkowej. Po śmierci Jaeckla liczba prezentowanych zwierząt zaczęła stopniowo maleć, a dalszy rozwój zoo ograniczał deficyt środków finansowych, powodowany niekorzystnym faktem, że już w tym czasie ogród został ze wszystkich stron otoczony ulicami i zwartą zabudową szybko rozrastającego się miasta. Warunki finansowe oraz malejąca liczba odwiedzających zmusiły Zarząd Stowarzyszenia do przekazania ogrodu w 1911 władzom miasta Poznania.
W 1913 zoo przejęło od cyrku Sarrassaniego, który zawitał do miasta, wielkiego słonia indyjskiego nazywanego „Małym Cohnem” (żył do 1924). W latach 1913–1914 dwukrotnie w poznańskim ogrodzie wystąpił z koncertem Johann Strauss. Wybuch I wojny światowej zatrzymał rozwój zoo, malała liczba zwierząt, niemal cały męski personel powołano do wojska (pozbawiając zoo fachowej obsługi), a ówczesny dyrektor ogrodu Hans Laackmann wyjechał na front (gdzie poległ w kwietniu 1918).

### Lata 1919–1945

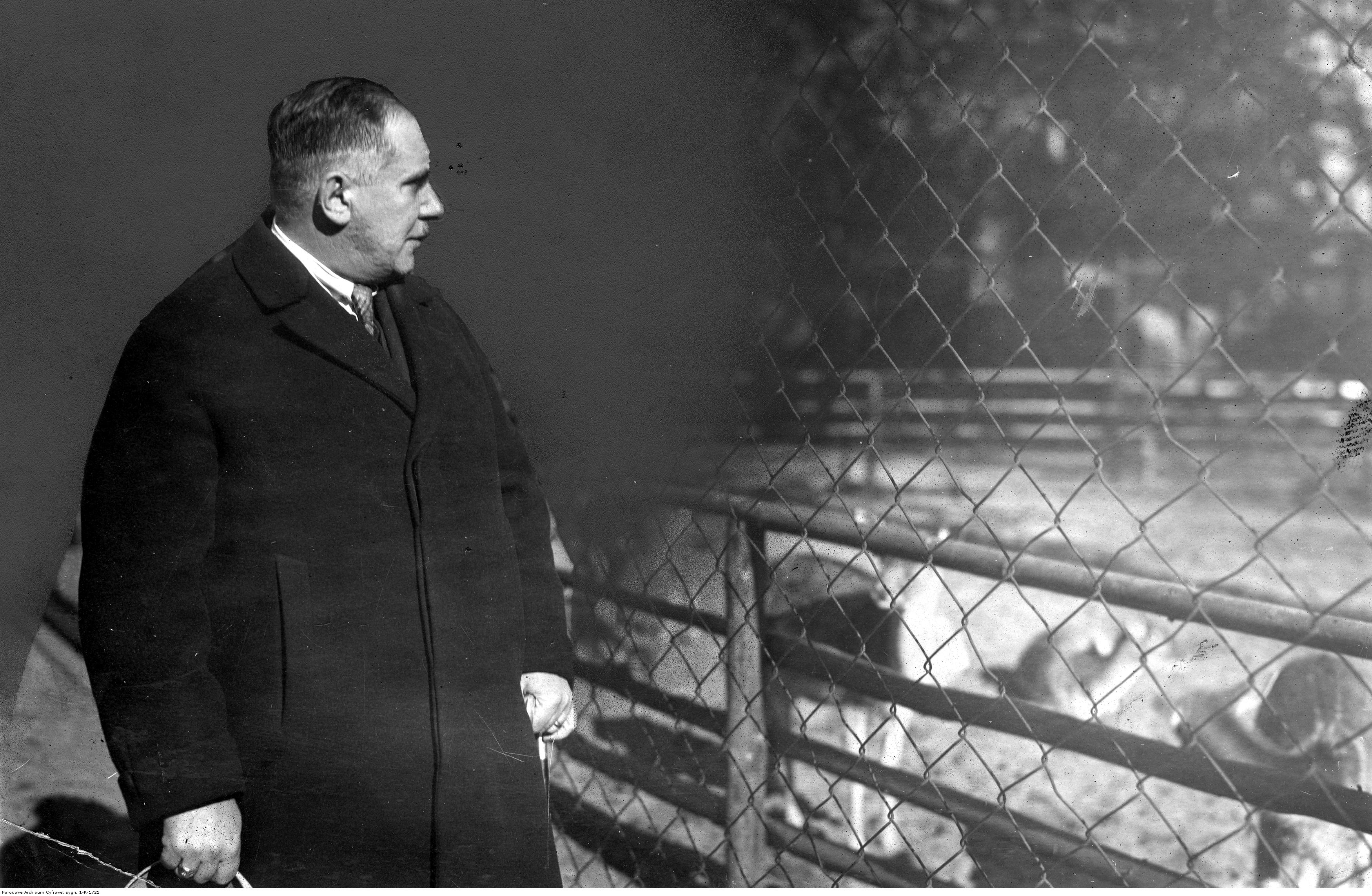
Pisarz i podróżnik Ferdynand Ossendowski w poznańskim Ogrodzie Zoologicznym, około 1925

Po przejęciu zoo w 1919 przez władze polskie, ogród znajdował się w opłakanym stanie. Z bogatej niegdyś kolekcji zwierząt, ciężkie czasy wojenne przetrwały zaledwie 243 sztuki w 75 gatunkach, reszta padła ofiarą chorób, głodu i braku fachowej opieki. Wśród ocalałych zwierząt przetrwały m.in. dwa słonie indyjskie („Dora” i „Mały Cohn”), kondor, nielotne emu i rzadko prezentowany wówczas w ogrodach zoologicznych osioł nubijski. Stan budynków był fatalny, a oprawa zieleni została całkowicie zaniedbana.

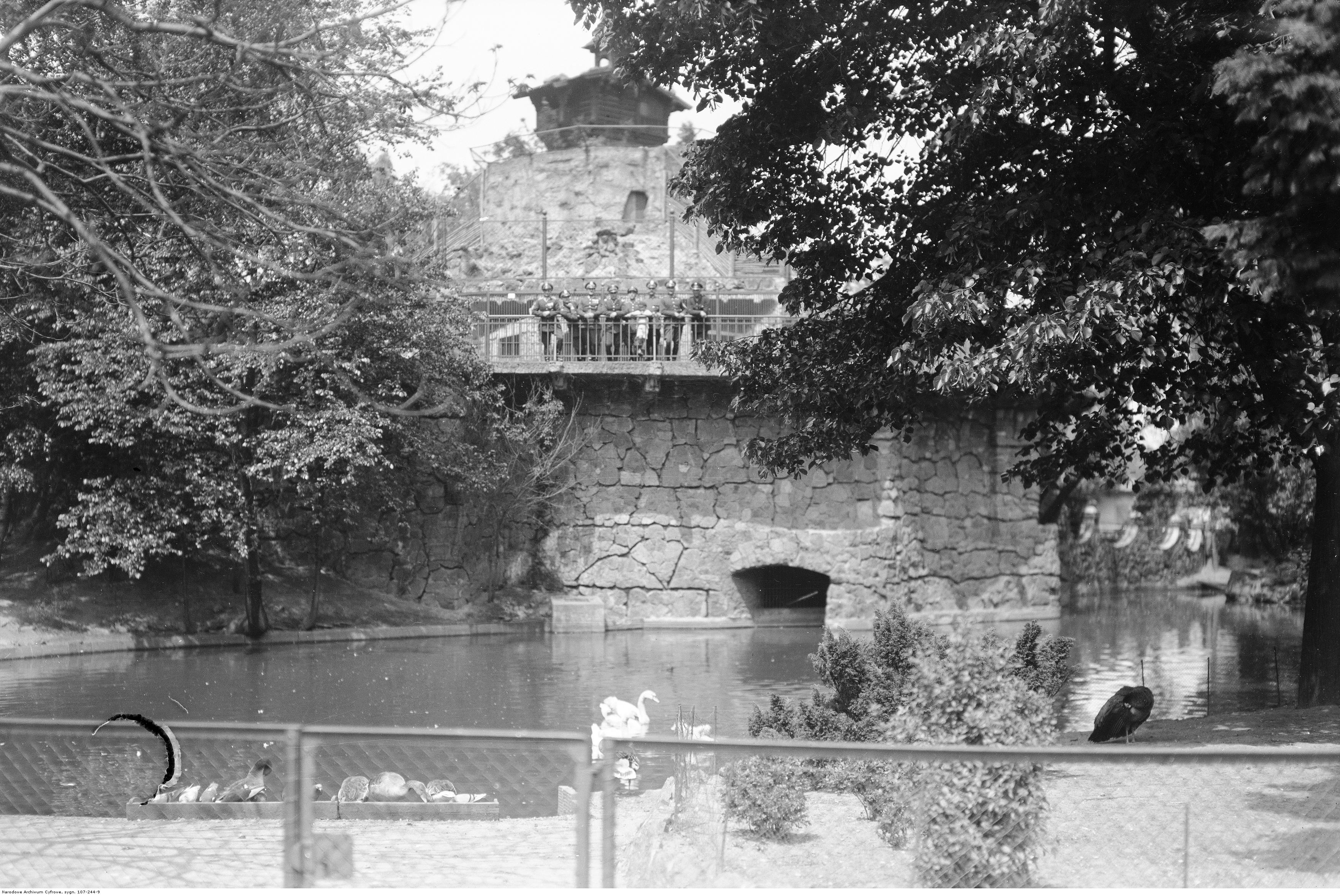
Wycieczka wojskowych w zoo podczas PeWuKi w 1929, fot. Narcyz Witczak-Witaczyński

W czerwcu 1919 stanowisko dyrektora Ogrodu Zoologicznego w Poznaniu objął dr Bolesław Cylkowski, który przeprowadził zoo przez trudne lata powojenne. Mimo iż w zdewastowanym ogrodzie, prezentowano skromną kolekcję zwierząt, liczba odwiedzających była duża (w 1920 zoo odwiedziło 275 tys. osób). W latach 1922–1924 poznańskie zoo pozyskało tygrysa bengalskiego, lamparty, szakale, hieny, jelenie aksis, tapira indyjskiego, niedźwiedzie polarne, lwy morskie oraz sprowadzoną z Meklemburgi i parę żubrów (przetransportowane do Białowieży w 1931). Dla podniesienia atrakcyjności ogrodu, dyrekcja zaprosiła latem 1928 słynną 70-osobową grupę artystyczną Johna Hagenbecka z Cejlonu. Widowisko noszące nazwę Wieś cejlońska, miało charakter etnograficzno-zoologiczny – w skład grupy wchodzili Syngalezi i Hindusi, którzy przywieźli kilka słoni oraz stado zebu. W pokazach brali udział fakirzy, czarownicy, tancerki, połykacze ognia oraz zaklinacze węży, których kobry budziły największe zainteresowanie. W okresie 19 lipca – 1 sierpnia 1928 widowisko obejrzało 46 tys. osób. Rok później podczas odbywającej się w Poznaniu Powszechnej Wystawy Krajowej, ogród odwiedziło ponad 700 tys. osób. W późniejszych latach do zoo sprowadzono szympansa, kota złotego, hipopotama nilowego oraz gnu pręgowane.
Naloty bombowe podczas II wojny światowej, doprowadziły teren ogrodu do ruiny m.in. we wrześniu 1939 uległa zniszczeniu większość zabudowań dawnego dworca kolejowego oraz śmierci większości zwierząt (końca wojny doczekało tylko 176 okazów), a zaplanowana przez okupantów w 1942 przeprowadzka Starego Zoo, do założonego tuż przed wojną Parku Jana Kasprowicza nie doszła do skutku.

### Lata 1945–1999

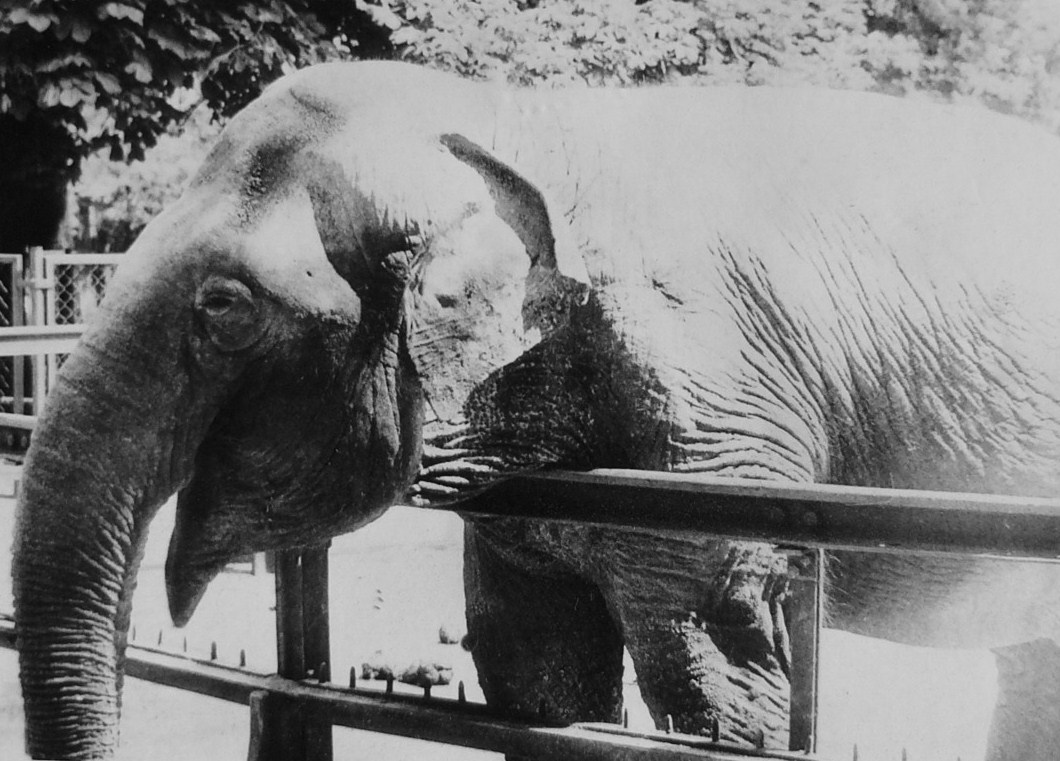
Słonica indyjska „Kinga” w Starym Zoo, około 1990

Najcenniejszymi ocalałymi okazami po zakończeniu wojny był hipopotam, wilki, jelenie oraz bizony. Do Poznania przetransportowano cenne zwierzęta przekazane z niewielkiego zwierzyńca w Lesznie oraz część ocalałych zwierząt z Ogrodu Zoologicznego we Wrocławiu m.in. hipopotama nilowego „Lorbasa” (w 1950 wrócił do Wrocławia), młodą żyrafę Baringo, kilka gatunków antylop, leniwca i flamingi. We wrześniu 1955 do ogrodu sprowadzono słonicę indyjską „Kingę”, która stała się ulubienicą zwiedzających (żyła w Starym Zoo do 2003). W latach 60. XX wieku przeprowadzono gruntowną modernizację ogrodu, powstał wówczas duży zespołowy wybieg zwierząt stepu i sawanny afrykańskiej z żyrafami, antylopami, zebrami i strusiami.
W 1974 otwarto w stuletnią rocznicę przekształcenia poznańskiego zwierzyńca w Ogród Zoologiczny, usytuowane na terenie leśnym Nowe Zoo. Lata 1980–1989 ze względu na sytuację gospodarczą nie sprzyjały dalszemu rozwojowi i przebudowie ogrodu. W lipcu 1985 w Starym Zoo urodził się gibon siamang „Jurand” – pierwszy w Polsce przypadek urodzenia poczętego w niewoli gibona. Do 1993 w Starym Zoo prezentowano hipopotama nilowego „Jurka”, który był ostatnim przedstawicielem tego gatunku w Poznaniu.  

### Od 2000

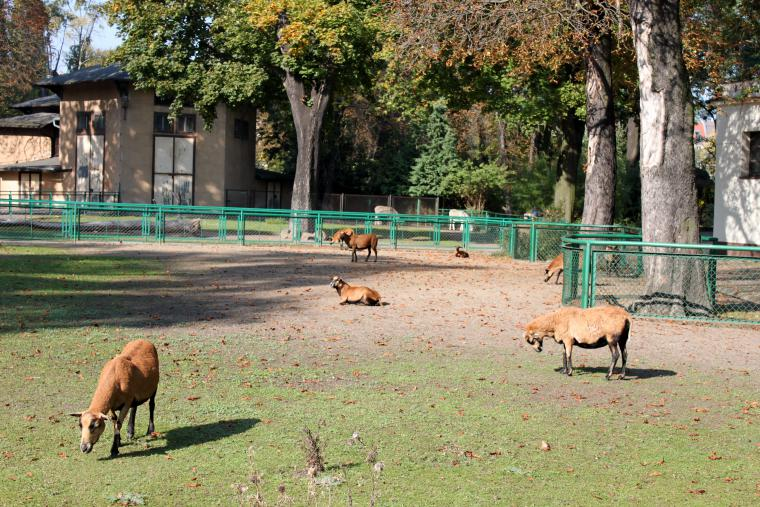
Wybieg owiec kameruńskich w 2014

Z racji małej przestrzeni i wyznaczonych standardów hodowlanych większość dużych zwierząt takich jak małpy człekokształtne czy duże drapieżniki opuściła teren ogrodu. Od 2009 teren zabytkowego Starego Zoo jest udostępniany jako ogólnodostępny park. W 2012 otwarto Pawilon Zwierząt Zmiennocieplnych w którym prezentowane są gady, płazy i ryby w tym zagrożone wyginięciem warany z Komodo (wejście odpłatne). W 2020 w wyniku negatywnej oceny Europejskiego Stowarzyszenia Ogrodów Zoologicznych i Akwariów (EAZA), poznański Ogród Zoologiczny został zdegradowany do członka tymczasowego (pełnoprawny status uzyskał ponownie w 2023) – w związku z tym, utracił także członkostwo w ogólnoświatowej federacji WAZA. W 2021 w Starym Zoo otwarto pawilon dla żółwi lądowych i wodnych – budynek powstał w ramach poznańskiego budżetu obywatelskiego. 12 kwietnia 2024 Urząd Miasta Poznania rozwiązał umowę z dyrektorką ogrodu Ewą Zgrabczyńską w trybie dyscyplinarnym.

## Współczesność

### Park
Od 1 lipca 2009 decyzją władz miasta Poznania, zabytkowe Stare Zoo stało się ogólnodostępnym parkiem do którego wstęp jest bezpłatny.

### Zwierzęta
Na terenie Starego Zoo prezentowane są gatunki zwierząt udomowionych takich jak: kuce szetlandzkie, owce bretońskie (najmniejsza rasa owiec na świecie), owce kameruńskie, kozy, osły, kury zielononóżki i inne oraz niewielkie rozmiarami zwierzęta egzotyczne m.in.: mundżaki chińskie, korońce plamoczube, turako ostroczube, nandu, skrzydłoszpony obrożne, lemury katta, lemury czerwonobrzuche, łabędzie czarne, dzioborożce trąbiące, argusy malajskie, kapucynki czubate i talapoiny. W 2015 do Starego Zoo sprowadzono kilka nowych gatunków zwierząt, w kwietniu grupę ibisów szkarłatnych, w maju z Gdańska przywieziono trzy surykatki, które zamieszkały na specjalnie przygotowanym dla nich wybiegu, w grudniu w Zoo pojawiły się miniaturowe świnie zwisłobrzuche tzw. mikroświnki.

### Pawilon Zwierząt Zmiennocieplnych
W czerwcu 2012 udostępniono zwiedzającym Pawilon Zwierząt Zmiennocieplnych w którym prezentowane są gady, płazy i ryby w tym zagrożone wyginięciem warany z Komodo (wejście odpłatne). W 2015 w pawilonie pojawiły się nowe gatunki płazów, w lipcu drzewołazy paskowane, w grudniu mantelle złociste.

### Muzeum Historii Zoo i Lwa
Od 2022 w starej lwiarni funkcjonuje Muzeum Historii Zoo i Lwa.

## Galeria

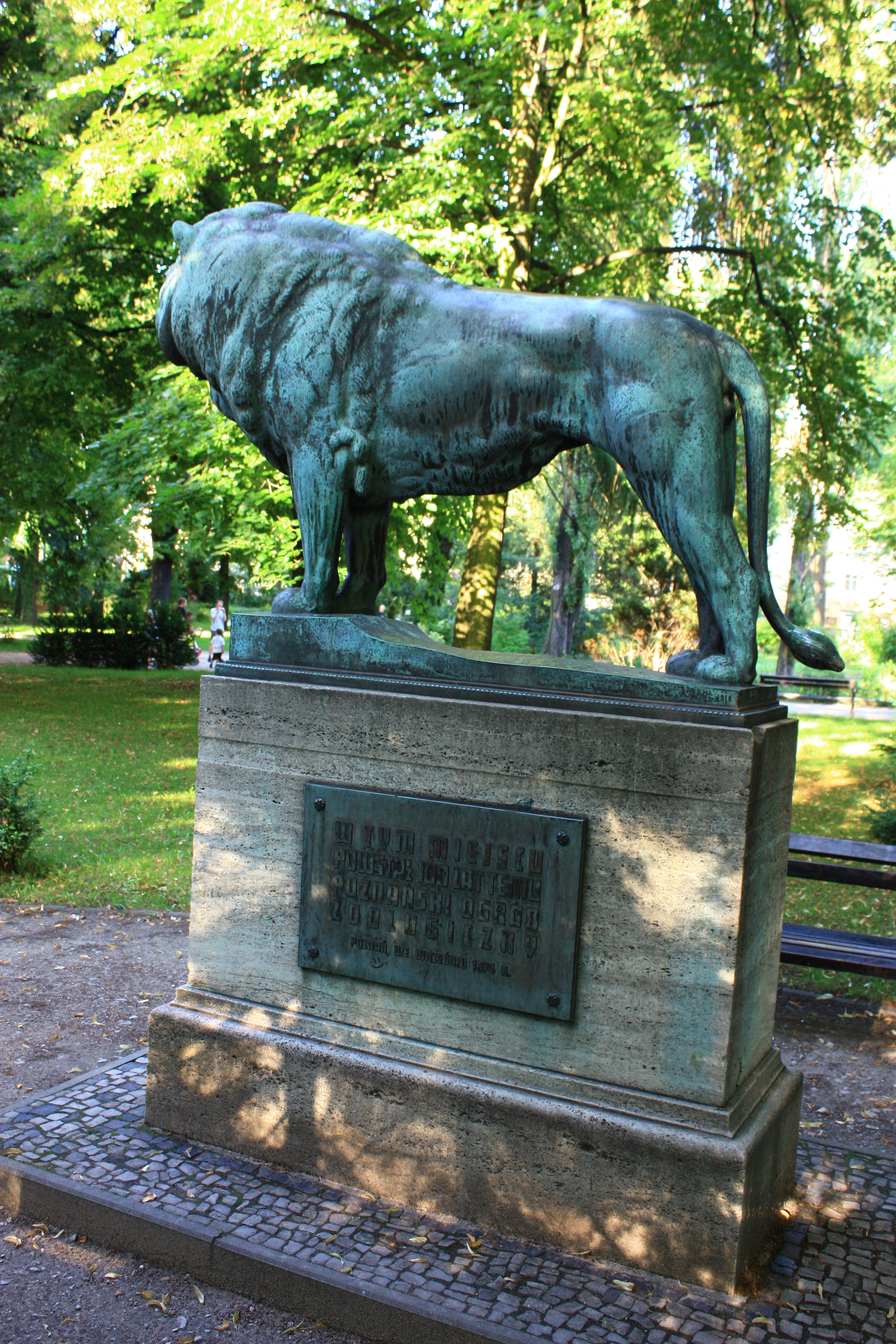
Pomnik upamiętniający zasługi Roberta Jaeckla (1851–1907)
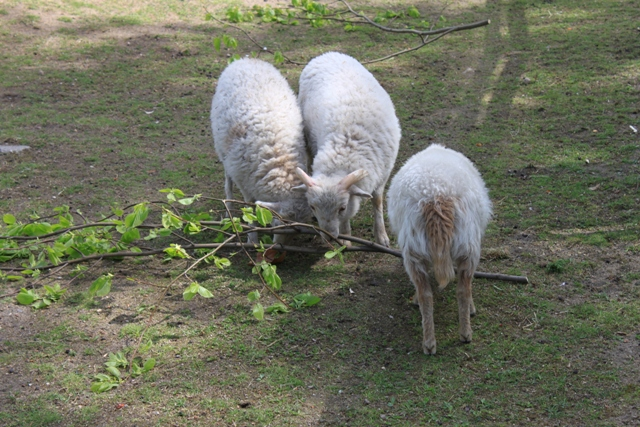
Owca bretońska
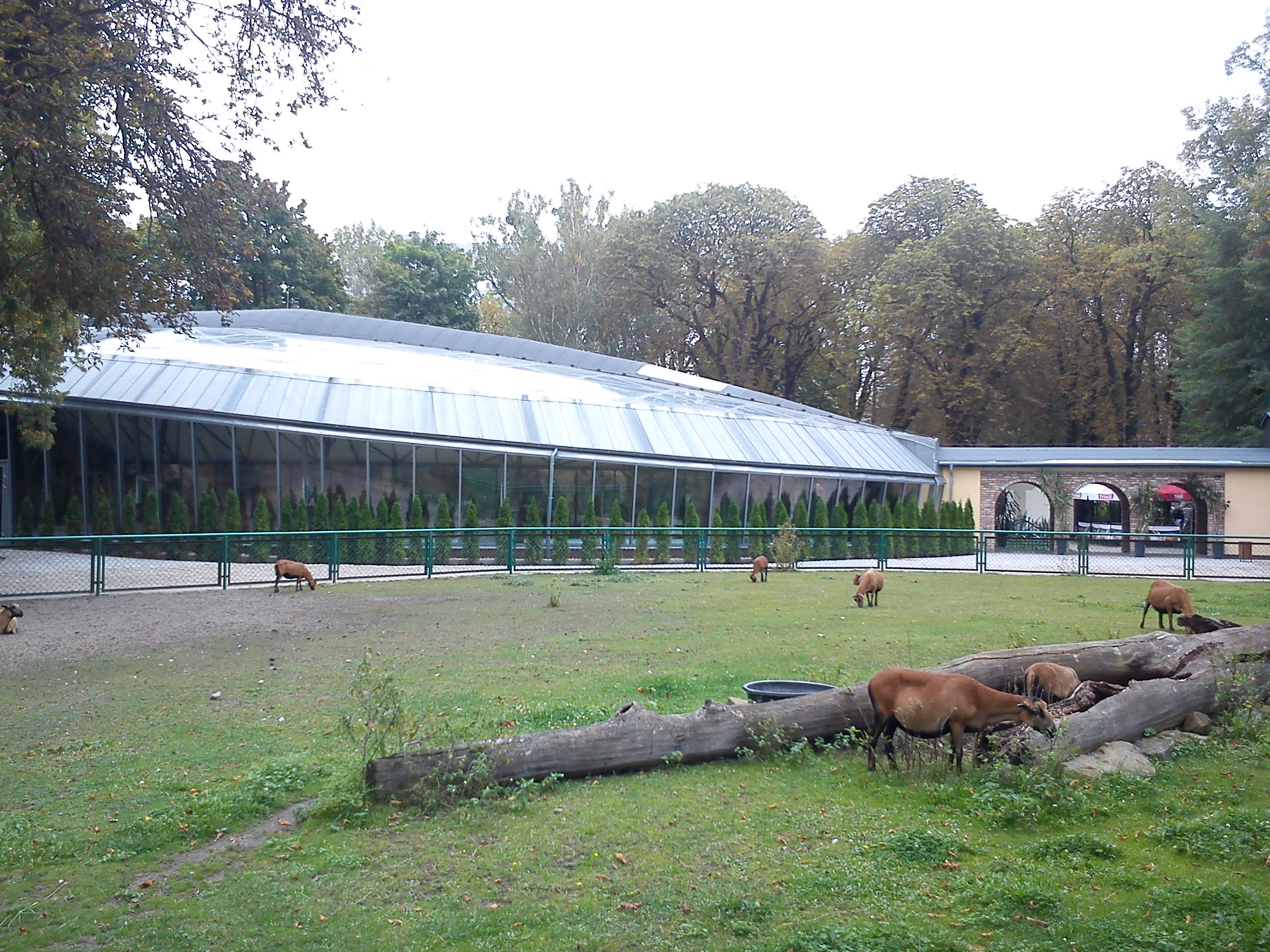
Pawilon Zwierząt Zmiennocieplnych
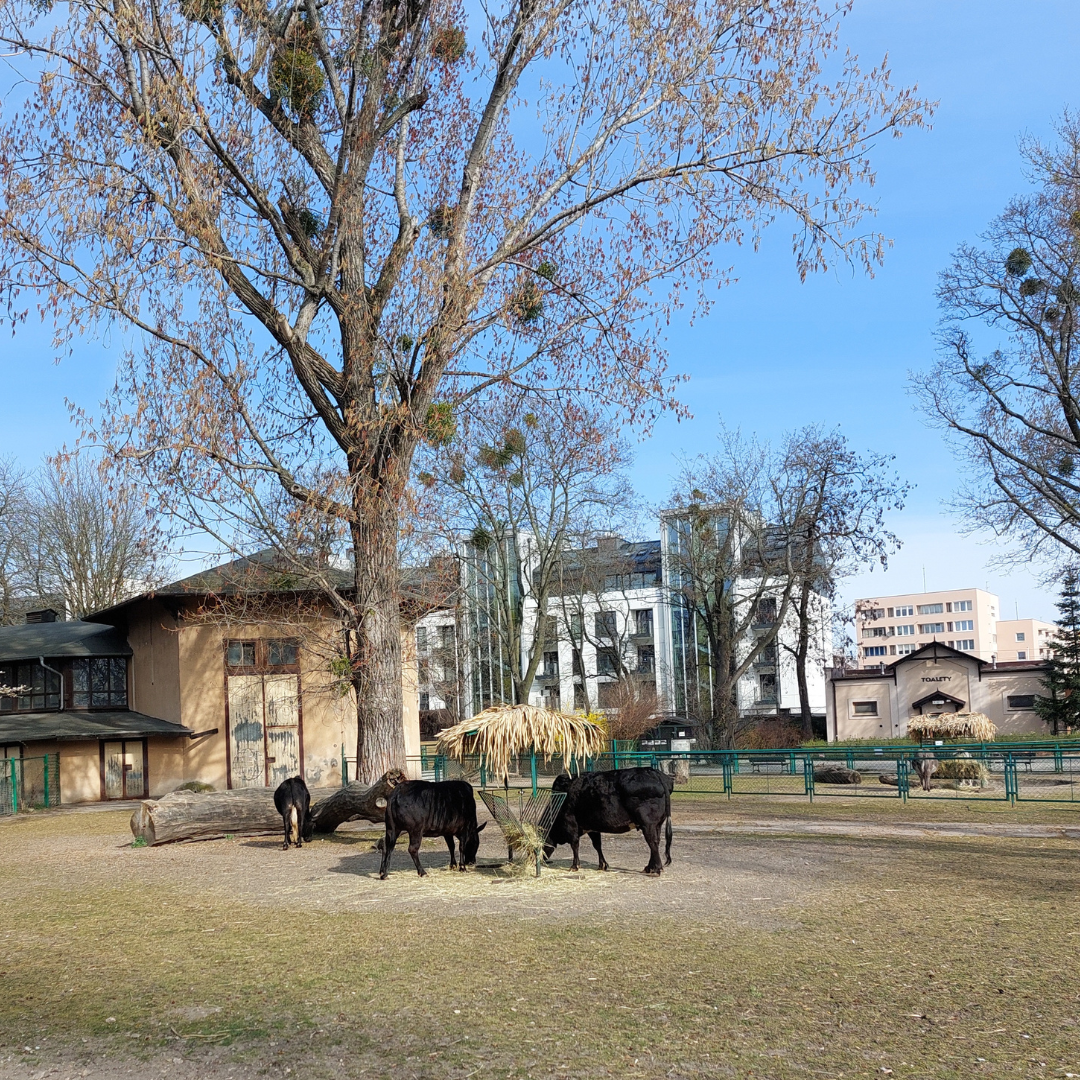
Zebu (Bos indicus)
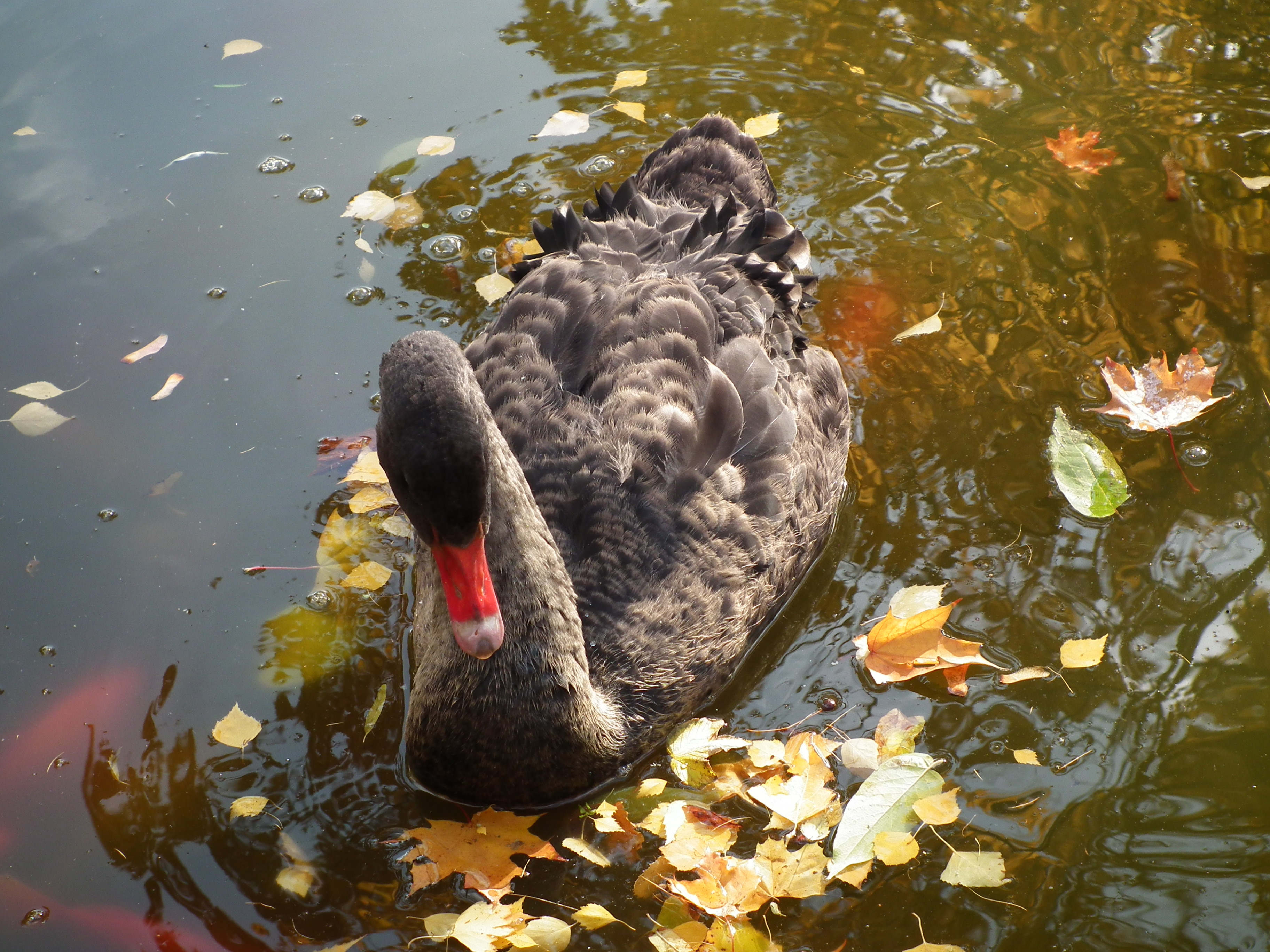
Łabędź czarny (Cygnus atratus)
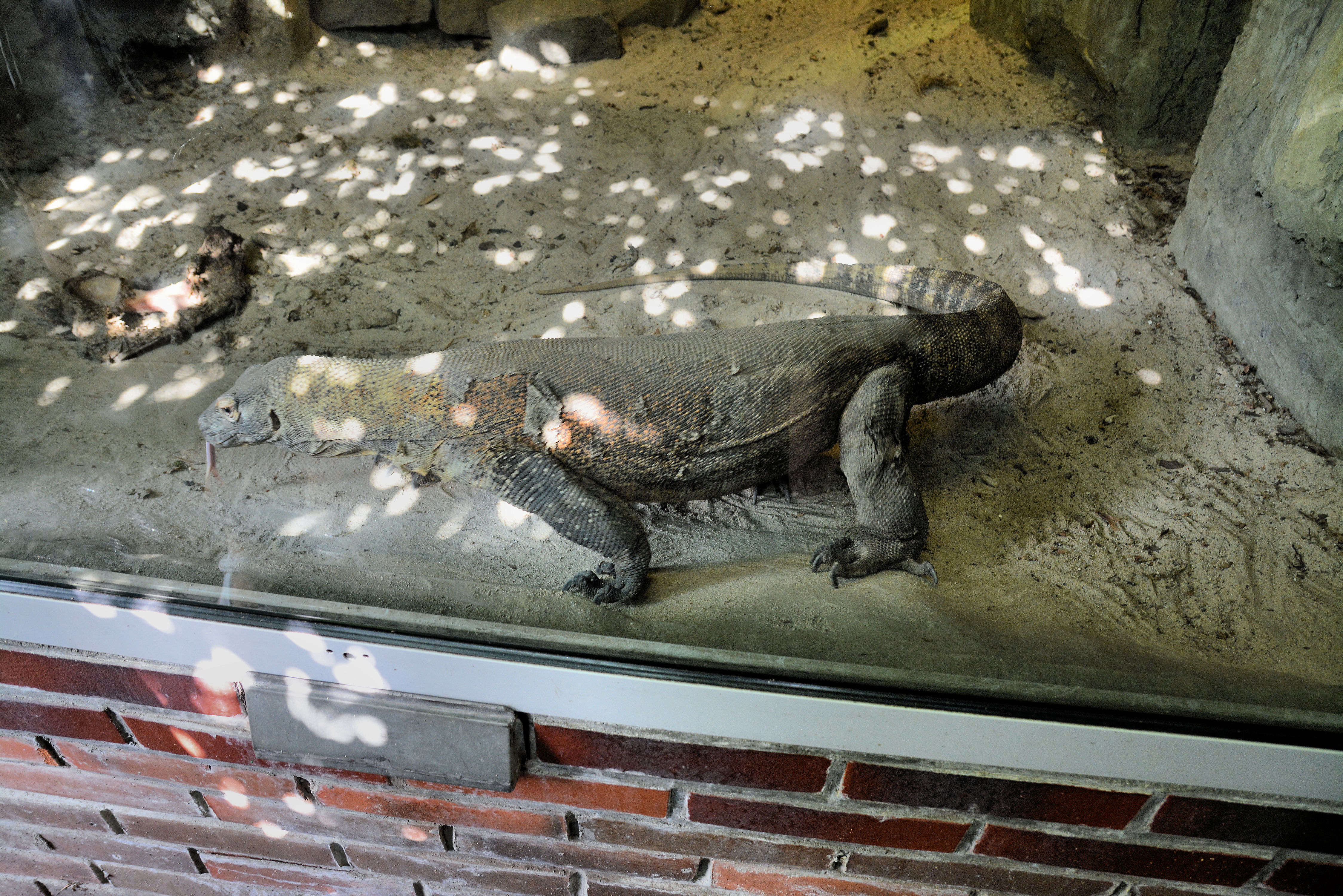
Waran z Komodo (Varanus komodoensis)

## Dyrektorzy
- 1883–1907: Robert Jaeckel
- 1907–1913: Maksymilian Meissner
- 1913–1918: Hans Laackmann
- 1919–1922: Bolesław Cylkowski
- 1922–1940: Kazimierz Szczerkowski
- 1940–1945: Richard Müller
- 1945–1948: Wiesław Rakowski
- 1949–1968: Bolesław Witkowski
- 1968–1982: Adam Taborski
- 1982–1990: Wincenty Falkowski
- 1990–1994: Jan Śmiełowski
- 1994–2014: Lech Banach
- 2014–2015: Aleksander Niweliński
- 2016–2024: Ewa Zgrabczyńska
- od 2024: Piotr Przyłucki

## Sukcesy hodowlane
- Do historycznych sukcesów ogrodu należy trzecie w świecie rozmnożenie w warunkach wiwaryjnych papug ar ararauna.
- Wyklucie (maj 2014, luty 2015) dwóch krytycznie zagrożonych wyginięciem żółwi promienistych – endemitów Madagaskaru[33].
- Narodziny w drugiej połowie 2015 czterech jajożyworodnych jaszczurek krokodylowych[34].

## Ciekawostki
- W przeszłości na terenie ogrodu, prezentowana była obecnie wymarła papuga karolińska[1].
- W styczniu 2013 w Starym Zoo kręcono ujęcia do filmu Hiszpanka[35].